# Кирилл (командующий федератами)
Кирилл (лат. Cyrillus; казнён в 536, Гадиауфала) — восточноримский военный деятель, военачальник Юстиниана Великого, принимавший участие в его кампаниях — первой войне с персами и завоевании вандальской Африки.

## Биография
Детали биографии Кирилла автор биографической статьи о нём, византинист Дж. Мартиндейл, описывал, опираясь на сочинения Прокопия Кесарийского, хрониста и секретаря полководца Велизария, и готского историка Иордана. В июне 530 года Кирилл участвовал в сражении при Даре (современный город Огуз, Турция) под командованием Велизария, руководя вместе с военачальниками Маркеллом, Дорофеем, Германом и Иоанном (главным среди них) правым флангом восточноримской армии. Согласно очевидцу боя Прокопию Кесарийскому, вместе с многочисленным всадническими силами они выстроились на краю прямого рва. В ходе сражения персы атаковали элитными силами, включая «бессмертных», правый фланг противника. Конница была разгромлена и обратилась в бегство, преследуемая противником, однако успешная контратака римлян принесла византийцам победу. Для молодого военачальника она была одной из первых.
В 533 году Кирилл был в числе девяти человек, которым император поручил командовать войсками федератов в экспедиции против королевства вандалов и аланов. Мартиндейл предположил, что Кирилл направился в Африку вместе с другими экспедиционными силами, однако это не нашло отражения у Прокопия Кесарийского. Вскоре он вернулся в Константинополь, где Юстиниан I назначил его командующим отрядом из 400 человек и направил на Сардинию. Здесь Кирилл собирался присоединиться к бывшему военнопленному и рабу вандальского короля Гелимера Годе, поднявшему восстание против вандалов. Он прибыл на остров уже после того, как Года погиб в сражении. По словам Дж. Мартиндейла, наиболее вероятной датой этих событий является сентябрь 533 года (15 числа которого Велизарий взял Карфаген). Он же не исключает, что Кирилл участвовал в битве при Трикамаре, будучи одним из командиров группы федератов. После этой битвы Велизарий отправил Кирилла на Сардинию вместе со значительными силами и отрубленной головой брата короля Цазона, что должно было убедить местных жителей в том, что победа в Африке досталась восточноримской армии и заставить их сдаться. Ему удалось подчинить Сардинию и Корсику и вернуть их во власть империи.
В 536 году Кирилл находился в Африке. Летом 536 года он, узнав о том, что в Нумидии находится повстанец Стотца, поспешил к нему, намереваясь разбить противника в Гадиауфале. Однако при встрече вся армия, которой командовал Маркелл, с которым Кирилл уже сражался, перешла на сторону врага. Кирилл нашёл с командирами убежище в церкви. Стотца пообещал их пощадить, однако, когда они покинули сооружение, схватил военачальников и казнил их.

### Семья
У Кирилла была дочь, которая вышла замуж за сына военного магистра Гермогена Сатурнина. По словам Мартиндейла, то, как называл её Прокопий говорит о том, что или сам Кирилл был племянником Гермогена, или племянницей Гермогена была его жена.

### Комментарии
1. ↑  Остальных 8 звали Алтия, Киприан, Маркелл, Иоанн, Дорофей, Валериан, Мартин[порт.] и Соломон[5].